# Frank Corvers
Frank Corvers (Koersel, Beringen, 12 de novembre de 1969) va ser un ciclista belga, que fou professional entre 1992 i 2001. Durant la seva carrera esportiva combinà el ciclisme en carretera amb el ciclisme en pista.

## Palmarès
- 1991
  - 1r al Trofeu van Haspengouw
- 1992
  - 1r al Internationale Wielertrofee Jong Maar Moedig
  - 1r a la Volta a Limburg amateur i vencedor d'una etapa
- 1995
  - 1r al Gran Premi d'Isbergues
  - 1r a la Brussel·les-Ingooigem
- 1999
  - 1r al Gran Premi del 1r de maig - Premi d'honor Vic de Bruyne